# Гејмер (филм из 2009)
Гејмер (енгл. Gamer) амерички је научнофантастични акциони филм из 2009. сценаристе и режисера Марка Невелдајна и Брајана Тејлора. Главну улогу игра Џерард Батлер као учесник онлајн игре у којој играчи могу да контролишу људе као играче; друга главна улога је Логан Лерман, као играч који га контролише. Поред Батлера и Лермана, међу главним улогама су Мајкл К. Хол, Лудакрис, Амбер Валета, Тери Крус, Алисон Ломан, Џон Легвизамо и Зои Бел.
У Северној Америци филм је изашао 4. септембра 2009, са генерално негативним оценама критичара, који су радњу, режију и сценарио доживели разочаравајућим, али перформанс, ефекте и акцију похвалили. Од публике је добио помешане критике, али је био буџетска бомба / флоп јер је зарадио само 43 милиона $ наспрам буџета продукције од 50 милиона $.

## Радња
Године 2034, рачунарски програмер Кен Касл (Хол) измисли самореплицирајуће наните који замењују мождано ткиво и омогућавају контролу радњи других људи и гледање кроз њихове очи. Прва апликација Каслове „Нанекс” технологије је виртуелна заједница игре симулације живота, Друштво (енгл. Society), која омогућава гејмерима да манипулишу живим глумцима као својим аватарима. Друштво постаје светска сензација, а Касл најбогатији човек на свету. Он потом ствара игру Убице (енгл. Slayers), пуцачину из првог лица где су „ликови” осуђеници на смрт из затвора, који користе право оружје у специјално припремљеним аренама. За разлику од глумаца Друштва, учесницима Убица се не плаћа; уместо тога, они волонтирају у замену за обећање да ће било који ’Убица’ који преживи 30 борби зарадити своју слободу (иако још нико то није успео).
Џон „Кејбл” Тилман (Батлер) омиљени је међу публиком, а преживео је рекордних 27 борби. Њега ексклузивно контролише Сајмон (Лерман), 17-годишњак који је гејмер-суперзвезда из богате породице.
Активистичка организација „Хјуманз” (енгл. Humanz) хакује ток-шоу интервју са Каслом и тврди да ће његова технологија једног дана да буде коришћена за контролисање људи против њихове воље. Хјуманз такође омета играње Друштва, али Касл ово деловање види као тривијално. Међутим, Касл осећа претњу Кејбловог све слабијег перформанса, па уводи новог затвореника у Убице, Хакмана (Крус), с намером да овај убије Кејбла. Непознато икоме другом, Хакмана не контролише ниједан играч, тако да он није угрожен „легом” који изазива мало али опасно кашњење између играчеве команде и деловања ’Убице’.
Кејблова супруга, Енџи (Валета), ради као лик Друштва, али упркос заради коју ту добија одбијају јој захтев за старатељство њихове ћерке Делије, која је сада у богатој породици.
Хјуманз контактира Кејбла и Сајмона, упозоравајући их да Касл нема намеру да пусти Кејблу да победи и преживи уопште, те им нуди да створе мод који ће им омогућити победу и Кејблу бекство, али само ако Сајмон препусти контроле током игре. Бекство је успешно, а новински чланци извештавају да је Кејбл фрегован, што Сајмона ставља у тешку позицију: означавају га као „читера” (варалицу у игри), онемогућују му приступ банковним рачунима и игри, те истражују ФБИ приступом због помоћи бекству Кејбла.
Тилмана доводе у скровиште Хјуманза; он одбија да помогне у борби против Касла, али сазнаје која је Енџијина тренутна локација у Друштву. Он је спасава, бежећи успешно од Хакмановог и Касловог обезбеђења. Сусреће се са Џином (Сеџвик), водитељком ток-шоуа, која тајно помаже Хјуманзу. Хјуманз деактивира наните у Енџијиној и Тилмановој глави, а Тилман се сећа да су оригинални нанити тестирани на њему још док је био у војсци. Под Касловом контролом, Тилман је упуцао и убио свог најбољег пријатеља, због чега је и затворен.
Након што сазна да је Касл богати отац који је усвојио Делију, Тилман се инфилтрира у његов мансион да би је повратио. Лоцира Касла, који му открива да су његови људи већ упратили Хјуманзове и све их побили. Такође открива да је 98% његовог мозга замењено нанитима, али ово њему омогућава да контролише друге а не да буде под контролом. Планира да испусти наните у ваздух, чиме ће цео САД да буде под његовом контролом у року шест месеци, што је ултимативна контрола. Хакман напада Тилмана, који га савладава. Тилман потом напада Касла, али га овај „заледи” у месту; Касл објашњава да су његови људи реактивирали његове и Енџијине наните.
Касл не зна да су Џина и Тејс (Ломан) побегли при убиству људи из Хјуманза и уградили печ у Нанекс, откривајући свету Каслове зле планове. Тиме деблокирају Сајмонов налог и омогућују њему такође контролу над Тилманом.
Касл покуша да наговори Тилмана да убије сопствену ћерку, али он се опире, када Сајмон преузима део контроле и напада Касла. Он и Сајмон се боре око тога ко ће више контролисати Тилмана, али Тилман се снађе у ситуацији и каже Каслу да замисли како се Тилманов нож забија у њега. Касл не могне да се опре овој замисли и то учини несвесно, што омогући Тилману да га убије; потом се деактивира његова контрола над свима. Када је Касл умро, Тилман каже техничарима да деактивирају Нанекс, чиме су сви „ликови” у Друштву и Убицама ослобођени.
Филм се завршава путовањем Тилманових према тунелу и речима „Крај игре” / „Игра завршена” (енгл. Game Over).

## Постава
| Глумац                     | Улога                    |
| -------------------------- | ------------------------ |
| Џерард Батлер              | Џон „Кејбл” Тилман       |
| Амбер Валета               | Енџи „Ника” Рот Тилман   |
| Мајкл К. Хол               | Кен Касл                 |
| Кира Сеџвик                | Џина Паркер Смит         |
| Логан Лерман               | Сајмон Силвертон         |
| Аријана Скот               | Шели Силвертон „Сисипус” |
| Тери Крус                  | Хакман                   |
| Алисон Ломан               | Трејс                    |
| Арон Ју                    | Дјуд                     |
| Џон Легвизамо              | Фрик                     |
| Зои Бел                    | Сандра                   |
| Мими Мајклс                | Стикимафин               |
| Ешли Рикардс               | Ту-кеч-еј-предатор       |
| Џејмс Рамси / Никита Рамси | Кам-дамп-стаз            |
| Мило Вентимиља             | Рик Рејп                 |
| Џонатан Чејс               | вођа гикова              |
| Кит Дејвид                 | Кит, Цијин агент         |

## Продукција

### Развој
У мају 2007, Lakeshore је поново спојио режисерско-сценаристички двојац Марк Невелдајн — Брајан Тејлор, који су такође творци филма Crank (2006); сада је требало да створе „висококонцептни футуристички трилер” под насловом Игра (енгл. Game). Невелдајн/Тејлор ствара сценарио филма и бива одабран за његову режију, а глумац Џерард Батлер одабран је на кастингу за главну улогу.

### Снимање
Главно снимање одвијало се у Албукеркију (Нови Мексико). Снимање у албукеркијском студију и на локацијама око Албукеркија трајало је 53 дана. Сетови на више спратова рађени су на паркинзима у центру Албукеркија (зграде приказане и разнесене у филму), а остали на паркинзима у близини студија. Екипа је користила специјалне дигиталне камере ’Ред ван’, које омогућују да тим који ради ефекте ради на овом плану одмах по снимању, у постпродукцији након сваког дана снимања.

### Наслов
У марту 2009, радни наслов филма је промењен из Game у Citizen Game (досл. „игра грађана”). Маја 2009, објављена је друга промена наслова, када је одабран коначни наслов Gamer (Гејмер, досл. „играч”).

## Пријем

### Зарада
Током дана премијере зарада је била 3,3 милиона $ (пето место по заради). Укупно, филм је зарадио 9,2 милиона $ током викенда премијере. Свеукупно, филм је донео зараду од 21,5 милиона $ у САД и Канади, а 20,7 милиона $ на другим територијама широм света, за укупно 42 милиона $ светске зараде (наспрам буџета од 50 милиона $).

### Критика
Филм је добио негативне оцене критичара. Има око 30% рејтинга „трулости” на Rotten Tomatoes-у, од 80 критичара и с просечном оценом 4,25/10; критички консензус: „Са свом хиперкинетичком акцијом и без показаног талента Марка Невелдајна и Брајана Тејлора као у пређашњим радовима, Гејмер има мало вредности за поновно гледање.”
Критичар Џо Нојмајер из Њујорк дејли њуза се сложио, а филм је назвао „зироксом Зирокса” и навео бројне филмове из којих је наводно преузео елементе, укључујући Матрикс и Ролербол. Ар-Ви-Еј магазин истакао је да је радња Гејмера превише слична оној филма The Condemned и коментарисао да Гејмер „мрзи своју примарну публику” и „покушава да критикује комерцијализацију насиља, иако је он сам комерцијализовано насиље”.
Културни критичар Стивен Шавиро аутор је ’одбране’ и анализе филма од 10.000 речи, коју је поставио онлајн (на интернету), а на крају прерадио у претпоследње поглавље своје књиге Постбиоскопсти афект (енгл. Post-Cinematic Affect), у издању Зиро букса (Zer0 Books) 2010. године.